# Pierre Guilbert
Cet article possède un paronyme, voir Pierre Gilbert.
Pierre Guilbert, dit l’abbé Guilbert, né en 1697 et mort en 1759, est un religieux et historien français.

## Biographie
Pierre Guilbert naît en 1697,. Bien que cité dans plusieurs ouvrages, aucune biographie, ni même nécrologie n’est écrite sur lui, tout comme aucune trace ne peut . La Biographie universelle de 1841 sous la direction de Weiss le décrit comme un « littérateur, précepteur des pages de Louis XV ». Ce serait un écrivain religieux janséniste, lié à l’abbaye de Port-Royal des Champs. Accompagnant le roi Louis XV à Fontainebleau, ce n’est pas un lieu qu’il fréquente, mais il dresse pourtant une carte de la forêt de Bière (de Fontainebleau) et écrit une Description historique des château, bourg et forest de Fontainebleau publiée chez Cailleau (Paris) en 1731. Il est également l’auteur des Offices propres de Saint-Germain, Jésus au calvaire, d’une traduction de l’Amour pénitent et en particulier Mémoire historique et chronologique sur l’abbaye de Port-Royal des Champs. Dans les années 1710 pourtant, l’abbaye de Port-Royal des Champs est démolie, le jansénisme poursuivi : ses adeptes s’exilent dans les Provinces-Unies et on pourrait en penser de même pour l’abbé Guilbert, puisque l’on retrouve l’édition de ses ouvrages à Utrecht. Guilbert meurt en 1759,.